# 共轭亚油酸
共轭亚油酸（英語：CLA，Conjugated linoleic acids），又称共轭亚麻油酸，指亚油酸的一系列异构体，主要存在于肉类和乳制品中。

## 效用
共轭亚麻油酸可抑制脂蛋白脂肪酶活性，減少內生性脂肪的合成；增加肉碱棕榈酰转移酶-1活性，加速脂肪的代謝。研究顯示，共軛亞麻油酸具有改變人體脂肪與肌肉組織比例的功用，可用於體重控制。然而動物實驗顯示，使用共軛亞麻油酸會促使老鼠產生高胰島素血症、胰島素耐受性增加及脂肪肝等副作用；而胰島素耐受性增加是第二型糖尿病的致病機轉。另外，有科學臨床實驗數據顯示：CLA或有助於對抗腫瘤、抑制癌細胞的作用.

## 膳食来源
袋鼠肉是已知肉类中含共轭亚油酸最多的。
食草动物体内富含CLA。